# Ridder van Obediëntie
Ridder, of Dame, van Obediëntie (Latijn: oboedientia, gehoorzaamheid) is de graad waarin geprofeste Ridders en Dames in een Ridderlijke orde worden opgenomen. In veel afdelingen van de Orde van Malta zijn er onvoldoende geprofeste leden die de drie geloften van kuisheid, gehoorzaamheid en armoede afleggen. Om het religieuze karakter van de Orde desondanks te bewaren is de graad van Ridder van Obediëntie in het leven geroepen. Deze Ridders doen een gelofte waarin zij complete toewijding aan Gods woord en de leer van de kerk beloven. De Ridders dragen een uniform en een mantel en mogen hun zwaard in de kerk bij zich dragen, maar niet tijdens onderlinge vergaderingen. Op de linkerborst dragen de Ridders en Dames van Obediëntie het afgebeelde zilveren met zwart email ingelegde borstkruis.
In de Souvereine Militaire Hospitaalorde van Sint-Jan van Rhodos en Malta (Sovrano Militare Ordine Ospedaliero di Rodi e di Malta) zijn de (adellijke) Ridders van Justitie de hoogsten in rang. Na hen komen de Ridders van Obediëntie, de Ridders van Eer en Devotie, Dames, Religieuze leden ad honorem, Magistrale Religieuze leden, Ridders van Gratie en Devotie, Ere-Ridders van Gratie, Ridders van Magistrale Gratie en Donaten.
De katholieke Constantinische Orde kent geen Ridders van Obediëntie.
De protestantse Johannieterorden kennen alleen rechtsridders.
In de overlijdensadvertentie van de op 18 augustus 2007 overleden arts Jhr. Jan Aernout van der Does de Willebois wordt hij een Ridder in Obediëntie in de Souvereine Militaire Hospitaal Orde van St. Jan van Jeruzalem, van Rhodos en van Malta genoemd. Het vervangen van het woord 'van' door 'in' valt op. Deze schrijfwijze doet recht aan de rol van een toegewijd ridder.